# Ордубадський район
Ордубадський район (азерб. Ordubad rayonu) — адміністративна одиниця у складі Нахічеванської Автономної Республіки Азербайджану. Адміністративний центр — місто Ордубад.

## Географія
Ордубадський район на півдні межує з Ісламською Республікою Іран, на півночі та сході — з Вірменією, на заході з Джульфінським районом. Він розташований біля підніжжя гори Гапиджик Малого Кавказу. Рельєф району в основному гірський, мала частина — передгірський, а 5-6 % — низовинний. Має багату флору і фауну. Ордубадський район відомий в Азербайджані своїми особливо смачними фруктами.

## Відомі уродженці
Ордубадський район — батьківщина другого президента Азербайджану, Абульфаза Ельчибея. Також в районі народились: знаменитий письменник Азербайджану Ордубаді, видатний хімік Юсиф Гейдар огли Мамедалієв, художник Сергій Бегляров (1898—1949).